# Classe Goryn
Le unità appartenenti alla classe Goryn (progetti 563 e 714 secondo la classificazione russa) sono rimorchiatori di grandi dimensioni, equipaggiati per compiti sia di salvataggio, sia antincendio.
La costruzione di queste unità è avvenuta presso il cantiere finlandese Rauma-Repola, a Uusikaupunki, tra il 1976 ed il 1983.

## Progetto 563

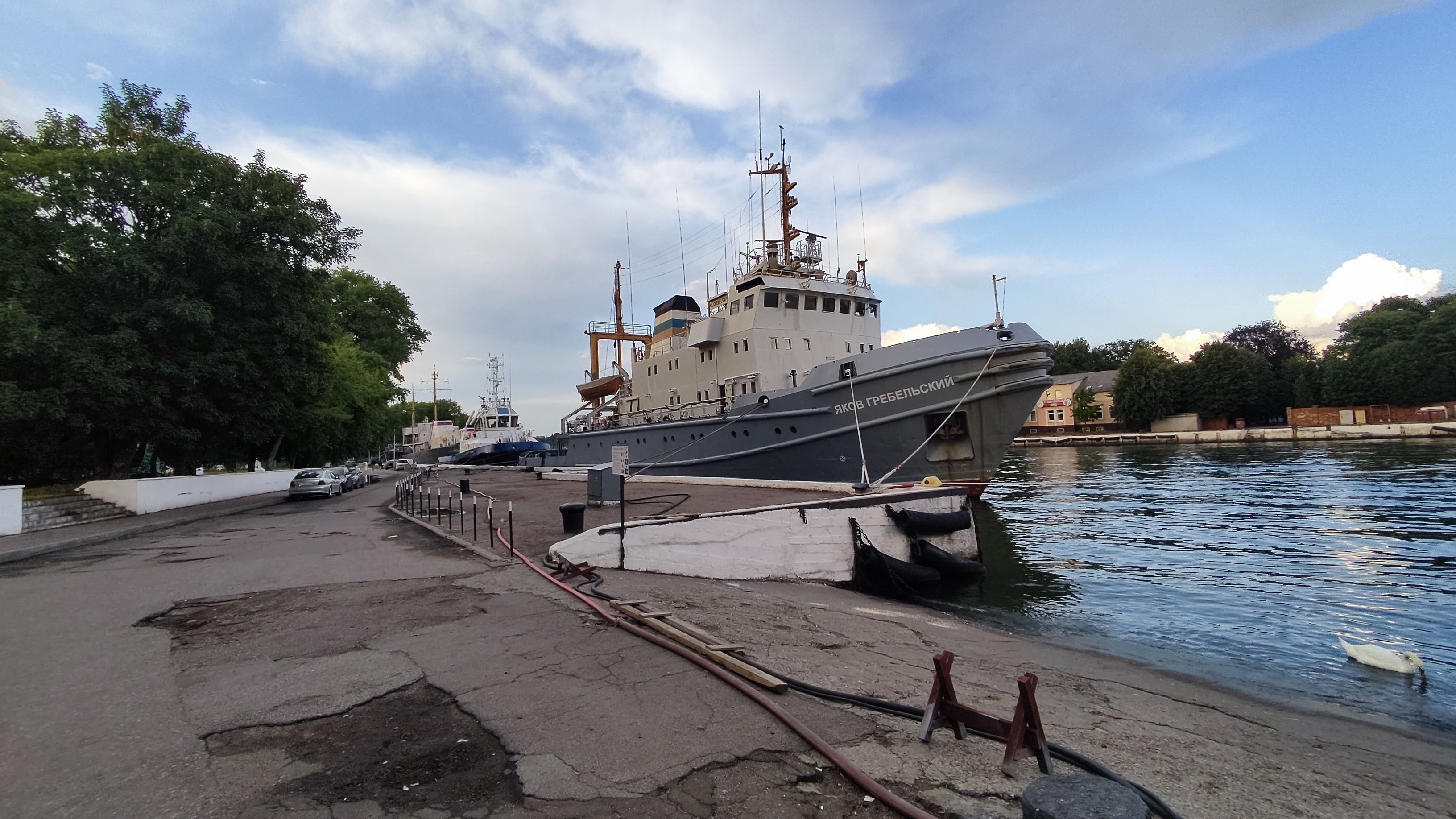
Il rimorchiatore da salvataggio russo Jakov Grebel'skij (progetto 563) a Baltijsk nel 2021

La classificazione russa per questo genere di navi è in russo морской буксир?, morskoy buksir, "rimorchiatore d'alto mare", abbreviato MB.
- MB-15: entrata in servizio nel 1977 ed operativa nella Flotta del Nord.
- SB-931 (ex MB-18): entrata in servizio nel 1977 ed operativa nella Flotta del Pacifico, è utilizzata come rimorchiatore da salvataggio.
- MB-105: entrata in servizio nel 1978 ed operativa nella Flotta del Pacifico.
- Jakov Grebel'skij (ex MB-119 fino al 2018 circa): entrata in servizio nel 1978 ed operativa nella Flotta del Baltico, è utilizzata come rimorchiatore da salvataggio.

## Progetto 714

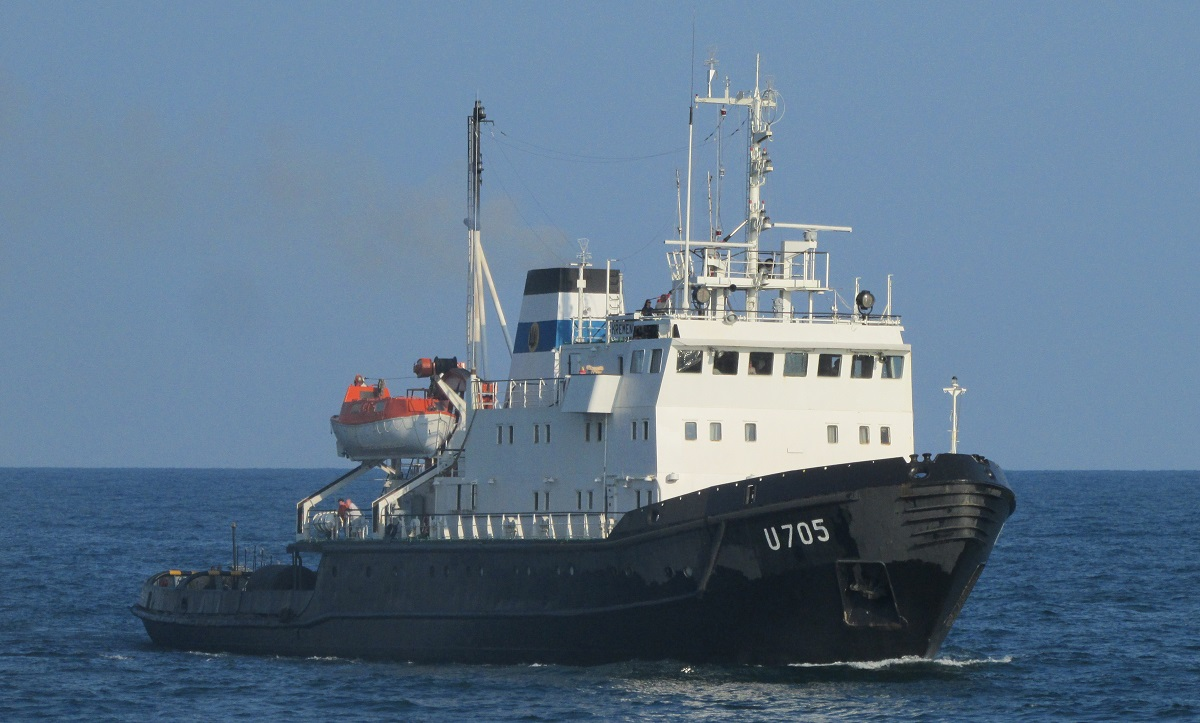
Il rimorchiatore da salvataggio ucraino U705 Kremenec (progetto 714) nel 2013

Vi sono nove unità della classe Goryn classificate come rimorchiatori da salvataggio (progetto 714), ma sono praticamente identiche alle altre.
Per queste navi la classificazione è in russo спасательный буксир?, spasatel'nyj buksir, "rimorchiatore da salvataggio", abbreviato SB.
- SB-365 (ex MB-29): entrata in servizio nel 1982 ed operativa nella Flotta del Nord.
- MB-32: entrata in servizio nel 1982 ed operò nella Flotta del Pacifico, è stata radiata nel 2015.
- Evgenij Chorov (ex MB-35 fino al 2000): entrata in servizio nel 1982 ed operativa nella Flotta del Baltico.
- Spasatel' Dmitrij Gagin (ex MB-36 fino al 1998, poi SB-36 fino al 2021): entrata in servizio nel 1982 ed operativa nella Flotta del Mar Nero.
- MB-38: entrata in servizio nel 1982 ed operò nella Flotta del Nord, è stata radiata nel 2018.
- SB-521 (ex MB-61 fino al 1988): entrata in servizio nel 1983 ed operativa nella Flotta del Pacifico.
- SB-522 (ex MB-62): entrata in servizio nel 1983 ed operativa nella Flotta del Pacifico.
- SB-523 (ex MB-64): entrata in servizio nel 1983 ed operativa nella Flotta del Nord.
- Kremenec' (ex MB-108, poi SB-524 fino al 1997): entrata in servizio nel 1983 ed operò nella Flotta del Mar Nero fino al 1997, e poi nella marina militare ucraina. Nel 2014 è stata catturata dalle forze armate russe nell'annessione della Crimea alla Russia.